# (4435) Holt
(4435) Holt – planetoida z grupy przecinających orbitę Marsa okrążająca Słońce w ciągu 3,53 lat w średniej odległości 2,32 j.a. Odkryła ją Carolyn Shoemaker 13 stycznia 1983 roku w Obserwatorium Palomar. Jej nazwa pochodzi od Henry’ego E. Holta – geologa planetarnego w United States Geological Survey i Northern Arizona University, odkrywcy kilku komet i licznych planetoid.